# Puthuis ('s-Hertogenbosch)
Het Puthuis op de markt van 's-Hertogenbosch is een reconstructie van een historische stadswaterput. Het vormt een ensemble met een daarnaast gelegen Onze-Lieve-Vrouwehuisje. Beide bouwwerken zijn in 2016 gerealiseerd.

## Geschiedenis
Uit archeologisch onderzoek is gebleken, dat er een waterput op die locatie is aangelegd in de 15e eeuw. De markt had toen al geruime tijd zijn huidige vorm bereikt. Zeker is, dat er in 1521 een puthuis bovenop de waterput stond. Deze constructie heeft minder dan eeuw stand gehouden.
In 1575 wordt er een eenvoudige waterpomp gebouwd, die in 1761 wordt vervangen door een fraai bewerkte hardstenen pomp. Deze waterpomp is in 1871 afgebroken.
In 1977 wordt tijdens archeologisch onderzoek de fundering van de stadsput weer ontdekt. De schacht van de put blijkt dan in erg goede staat te zijn. Al gauw spreekt men de wens uit om op die locatie een stadsput te bouwen, die niet historisch verantwoord hoeft te zijn. Deze waterput wordt gebouwd in 1979. Echter, in 2008 wordt de waterput weer gesloopt in het kader van een herinrichting van de markt. Na protesten van de bevolking over het laten verwijderen van deze waterput, wordt door het college van B&W het besluit genomen om toch maar een markering te plaatsen op de fundering in de vorm van een glazen plaat. In 2009 wordt deze geplaatst, maar na een paar maanden blijkt, dat de glazen plaat niet bestand is tegen vandalen. De glazen plaat wordt verwijderd, en de fundering van de waterput wordt weer aan het oog onttrokken.
In 2011 wordt door het college van B&W besloten tot herbouw van het huidige puthuis. Dit ontwerp leidt tot veel kritiek. De oppositie spreekt van nepbouwsels en een eftelinghuisje met schandpaal. Het wordt voor de Bossche politiek een hoofdpijndossier. Ook de hoge kosten van herbouw, zo'n 400.000 euro zijn een doorn in het oog. Pas in februari 2016 worden de bouwwerken opgeleverd. De start van het Jeroen Boschjaar (2016) is daarvoor de belangrijkste reden.

## Puthuis
Het ontwerp van het bouwwerk is geïnspireerd op een middeleeuws schilderij met daarop twee vergelijkbare bouwwerken. Het schilderij van circa 1530, getiteld De Lakenmarkt is gezien vanaf de Kerkstraat. Het kunstwerk, gemaakt door een anonieme schilder, is in bezit van het Noordbrabants Museum, en behoort tot de vaste collectie.

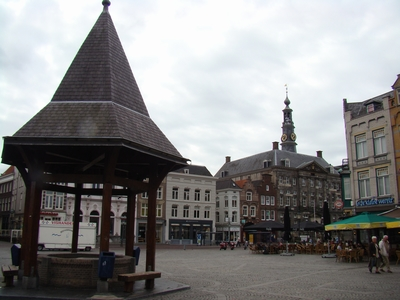
Waterput 1979-2008
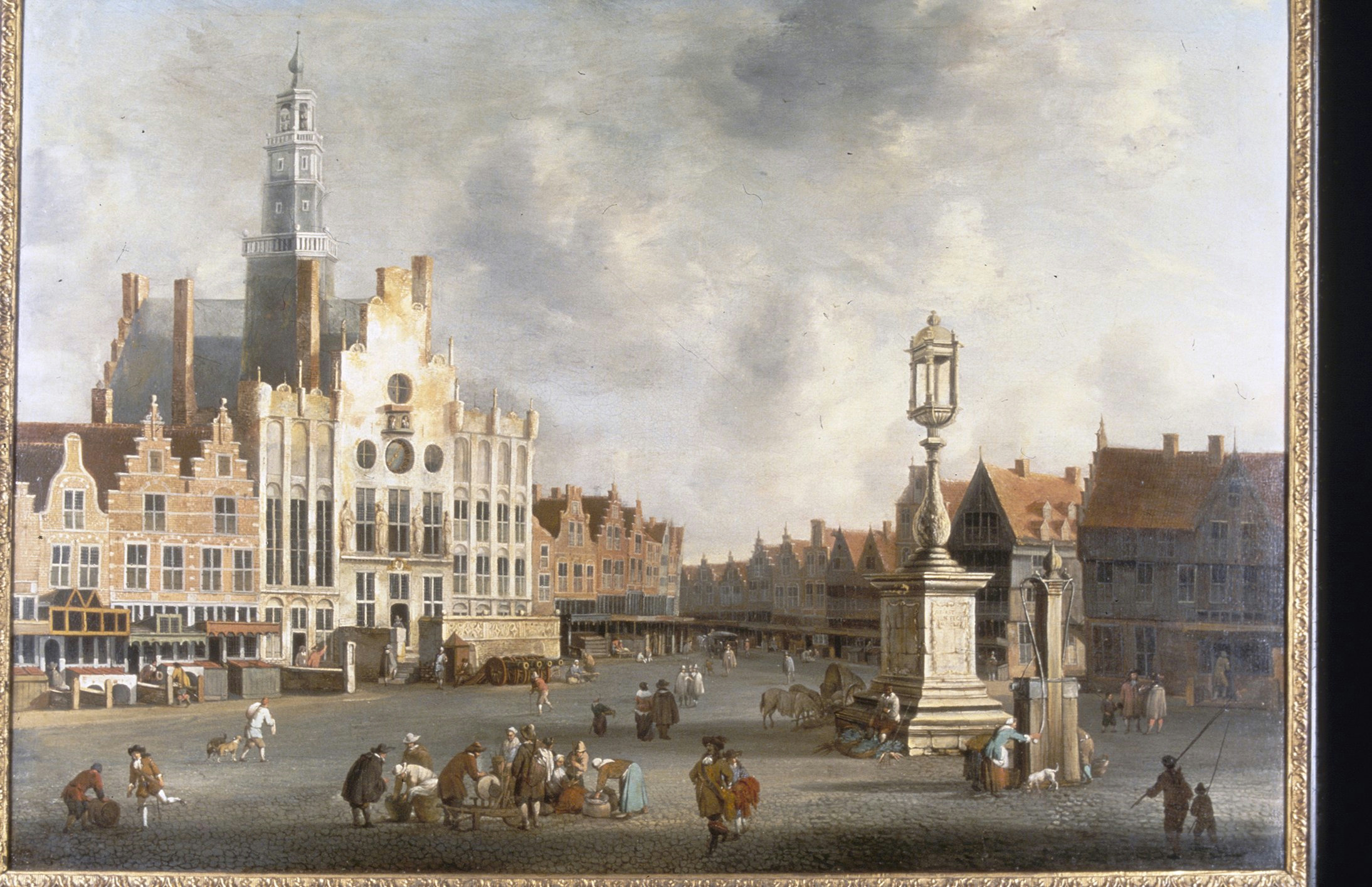
Schilderij markt met waterpomp 1761-1871
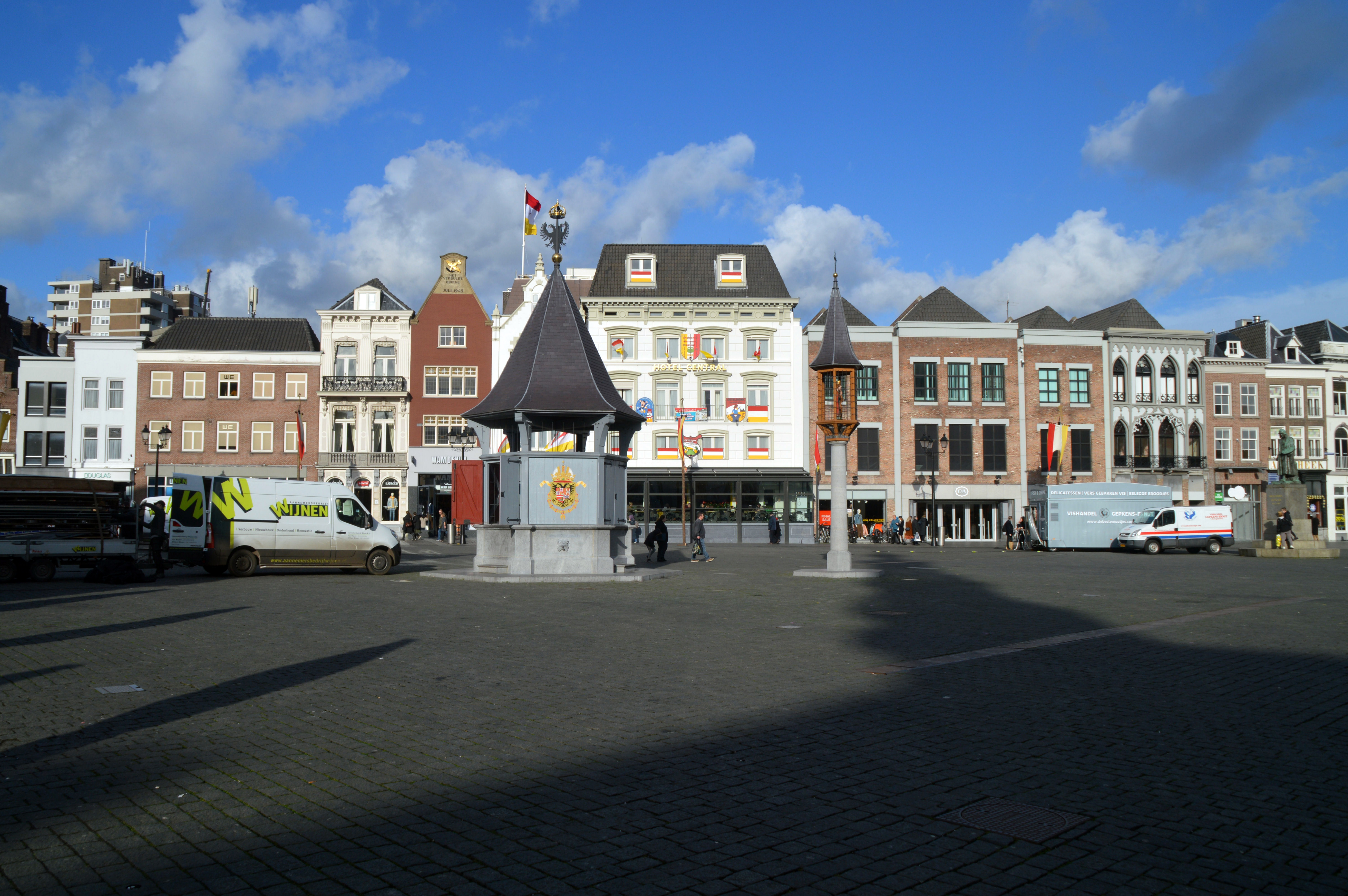
Het Puthuis op de markt naar het oosten gezien.
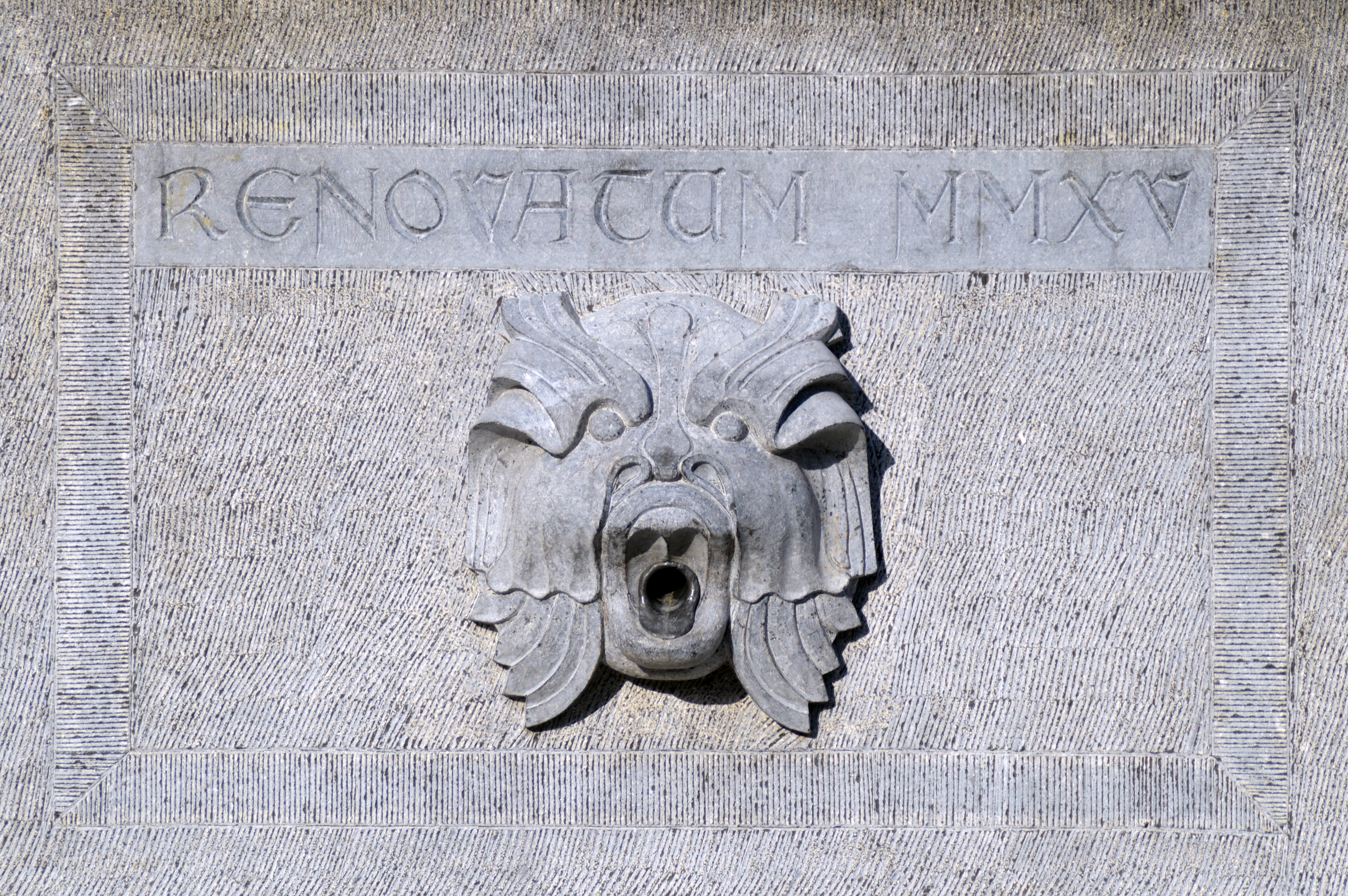
Renovatie steen 2015
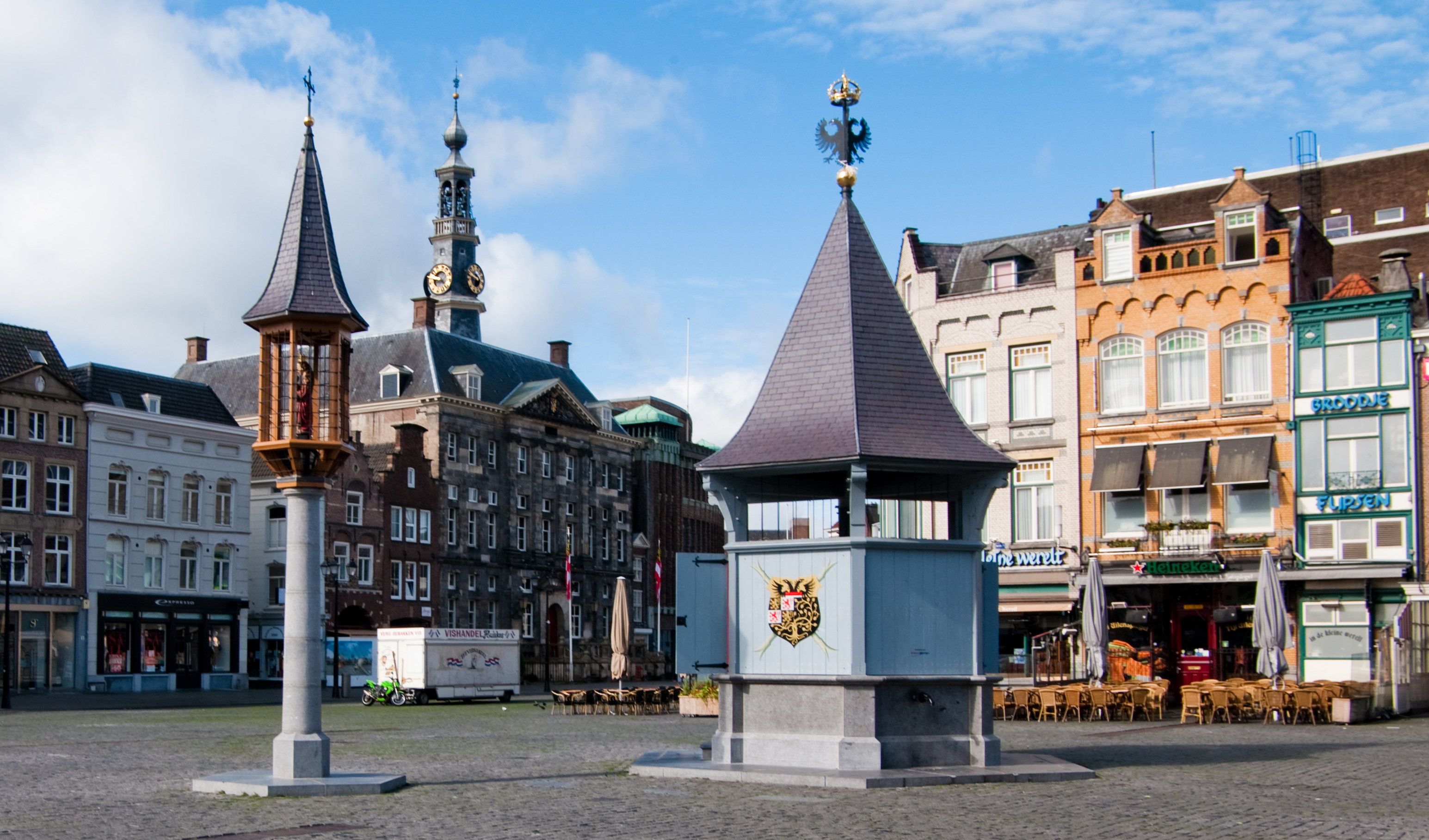
Puthuis met op achtergrond het stadhuis.